# St. Chamond

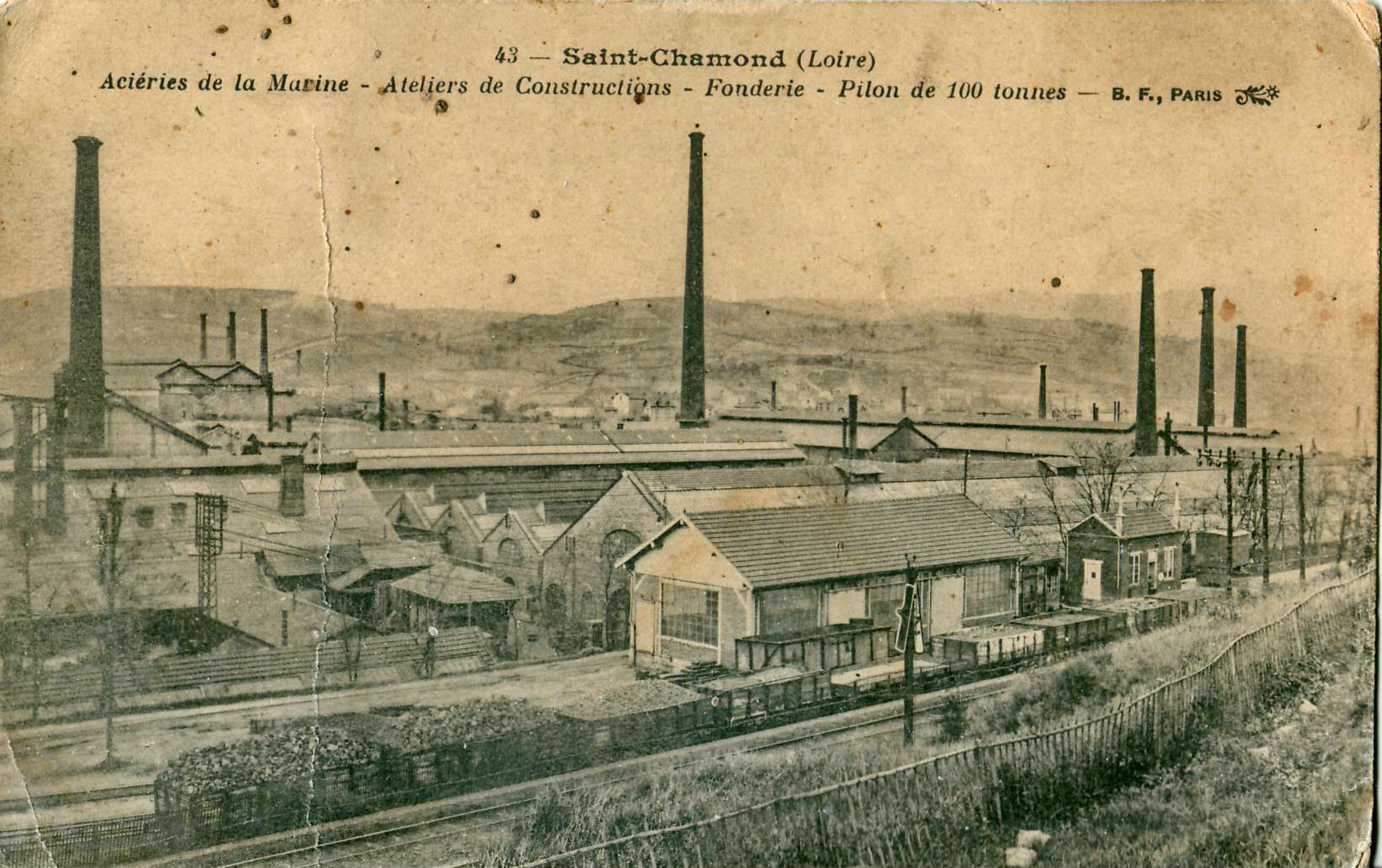
Zakład w Saint-Chamond

St. Chamond – francuska firma zbrojeniowa.

## Historia
St. Chamond to popularna nazwa firmy Compagnie des Forges et Acieries de la Marine et d‘Homecourt w Saint-Chamond we Francji. Firma rozpoczęła swoją działalność na początku XIX wieku. Produkowała wysokiej jakości płyty pancerne od 1880, a później amunicję przeciwpancerną. Przystąpiła również do produkcji sprzętu artyleryjskiego, w który zaopatrywała w 1902 armię meksykańską, a w 1913 również belgijską. Opracowała w czasie I wojny światowej wiele wzorów podwozi, które były przeznaczone do montażu dział okrętowych. Powstał w niej jeden z pierwszych czołgów francuskich (St. Chamond M16), a w 1918 opracowała 240 mm samobieżną haubicę na podwoziu gąsienicowym o elektrycznym napędzie, który zasilany był przewodowo z generatora towarzyszącego haubicy. Firma zaniechała produkcji dział artyleryjskich po I wojnie światowej.